# Tramlijn Zwolle - Blokzijl
De tramlijn Zwolle – Blokzijl was een tramlijn in Overijssel van Zwolle naar Blokzijl.

## Geschiedenis
De stroomtramlijn is aangelegd op kaapspoor (1067 mm) door de Spoorweg-Maatschappij Zwolle - Blokzijl en geopend in 1914.
In 1912 werd begonnen met de aanleg van de tramlijn. In januari 1914 vond de eerste proefrit plaats en op 11 maart 1914 begonnen de trams te rijden. De exploitatie geschiedde door de Nederlandsche Centraal-Spoorweg-Maatschappij (NCS), vanaf 1 mei 1919 door de Staatsspoorwegen.
Aanvankelijk bleken er nog vele moeilijkheden te overwinnen. De tramlijn was nog niet helemaal klaar, de kruising met de weg op de dijk voor Hasselt was onoverzichtelijk en in Zwartsluis bleken gebouwen te verzakken. Verder bleek het spoor onvoldoende verlicht en sloten de rails bij sommige bruggen niet goed op elkaar aan. Op sommige trajecten werd de maximumsnelheid al bij voorbaat ingeperkt. De dienstregeling was al wel klaar en voorzag in vijf ritten per dag van Zwolle naar Blokzijl en weer terug. Vanuit Blokzijl reed op vrijdag nog een extra tram naar de veemarkt in Zwolle. Het traject Zwolle – Zwartsluis werd geopend op 11 maart 1914, op 26 maart was de hele lijn tot Blokzijl in bedrijf.
De reis Blokzijl – Zwolle vergde in het begin ruim 2 uur. Later, toen de maximumsnelheid verhoogd kon worden van 20 naar 35 km per uur, werd het 1 uur en 3 kwartier. Een retourtje kostte ƒ 1,05. Een deel van het gezaagde hout van Houtzagerij Loos werd per stoomtram afgevoerd, maar personenvervoer was de hoofdzaak.
Al na twintig jaar werd de stoomtramdienst in 1934 vervangen door een busdienst. De exploitatie was niet elk jaar rendabel en vooral in de crisisjaren liep het vervoer sterk terug, mede door de jarenlange staking bij houtzagerij Loos. De techniek had intussen niet stilgestaan. Ondanks de smalle wegen bleek personen- en vrachtvervoer met bussen en vrachtauto's goedkoper en sneller. Op 31 augustus 1934 reed de laatste tram tussen Blokzijl en Zwolle; de volgende dag nam de busmaatschappij De Noord-Westhoek (NWH) het reizigersvervoer over op deze route.

## Galerij

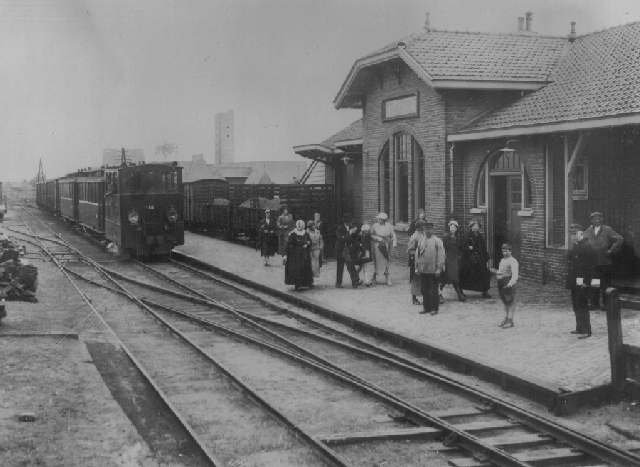
Stoomtram van ZB aan het beginpunt, station Zwolle Veerallee.
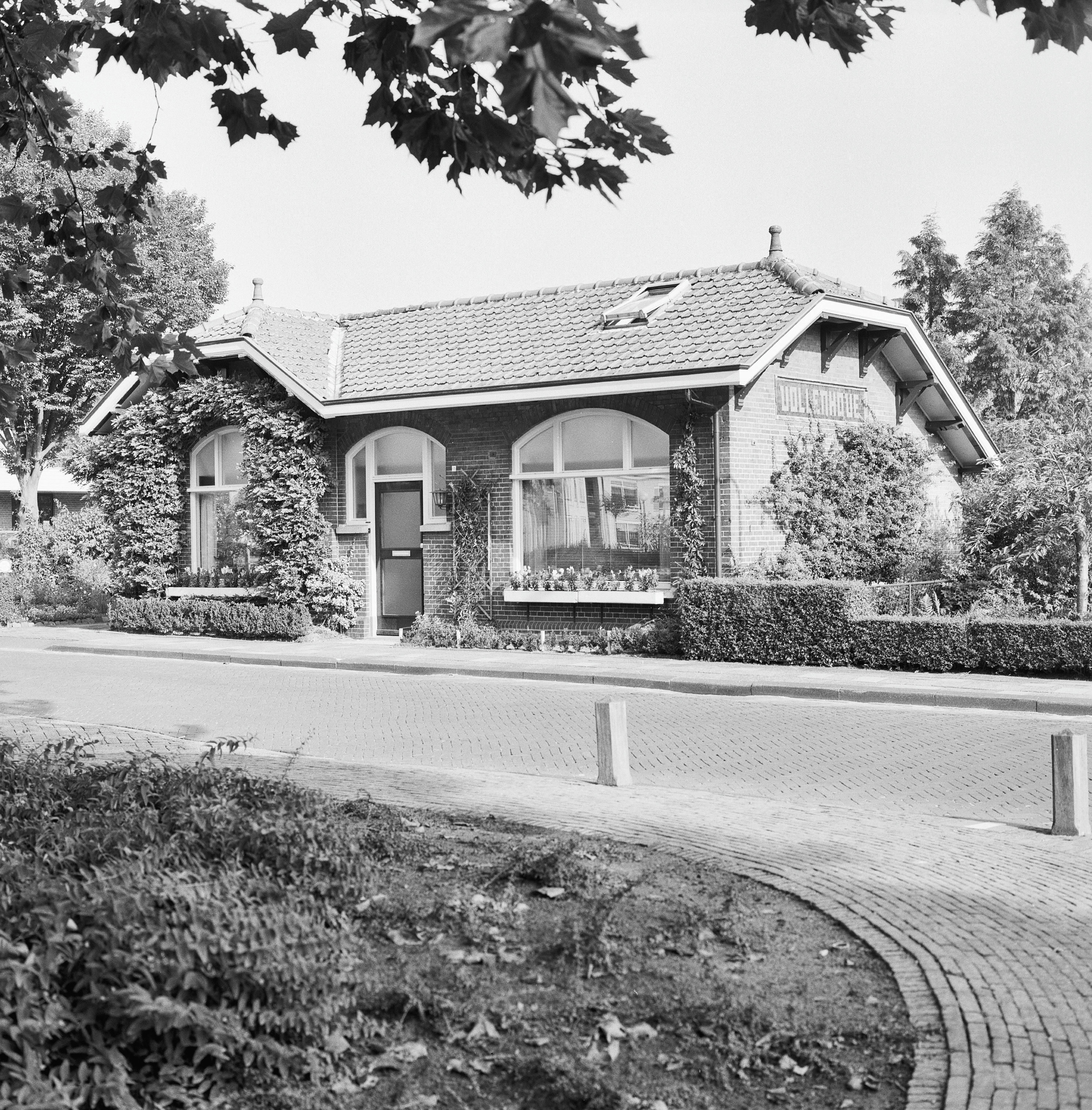
Voormalig tramstation Vollenhove in september 1997.